# Mielőtt a kávé kihűl
A Mielőtt a kávé kihűl (japánul: コーヒーが冷めないうちに, Hepburn-átírással: Kōhī ga samenai uchini) Kavagucsi Tosikadzu ( 川口 俊和, Hepburn-átírással: Kawaguchi Toshikazu) japán drámaíró és színházi rendező műve. E regény Kavagucsi első regénye, melyet az azonos című színműve alapján írt meg. A színmű elnyerte a 10. Szuginami Fesztivál nagydíját. A regényt angol, kínai és vietnámi kiadása után magyarra is lefordították. 2018-ban pedig filmet is készítettek belőle.

## Könyvtörténet
Japánban először 2015. december 5-én került kiadásra a Sunmark Publishing kiadó által. 2017-ben a „Könyvesbolt Nagydíj”-ra (本屋大賞) jelölték. Magyarra Béresi Csilla fordította 2018-ban és még ebben az évben jelentette meg a Kossuth Kiadó (ISBN 978-963-09-9379-1).

## A könyv rövid leírása
A regény négy nő szívmelengető történetét meséli el, melynek helyszíne a Funiculi Funicula nevezetű kávézó. A városi legenda szerint, a kávézó egy bizonyos székén ülve, egy csésze szertartásosan elkészített kávé fogyasztása közben időutazásban vehet részt az odalátogató. Ám ez nem megy olyan könnyen, hiszen rengeteg bosszantó szabálynak kell eleget tenni:
- „1. Az időutazás során csak olyanokkal találkozhat, akik már jártak a kávézóban.
- 2. Bármit tesz is „odaát”, a jelent nem változtathatja meg.
- 3. A kérdéses széken általában ül valaki, de néha elhagyja a helyét. Csak ilyenkor lehet elfoglalni azt a széket.
- 4. Az időutazás közben nem állhat fel, vagy ülhet át máshova.
- 5. Az időutazás akkor kezdődik, amikor kitöltik a kávéját, és akkor végződik, amikor kiürül a csésze. De meg kell innia a kávét mielőtt kihűl.”

Ez pedig csak néhány a sok szabály közül. A négy történet külön-külön is megállná a helyét, ám egy finom szál mégis összeköti őket. A történetek a következők:
- 1. mese: A szerelmesek
- 2. mese: A házaspár
- 3. mese: A nővérek
- 4. mese: Anya és gyermeke

Mind a négy történetben egy-egy nő teszi meg az időutazást, hogy találkozhasson egy számára fontos személlyel. Noha mindannyian találkoznak a szívükhöz közelálló személlyel, egyik találkozás sem változtatja meg a jelent, ugyanakkor mindegyik utazás megváltoztatja az időutazót és annak jövőjét. Az időutazók: Fumiko (A szerelmesek), Kohtake (A házaspár), Hirai (A nővérek), Kei (Anya és gyermeke).
A kávézó 1874-ben nyitott és száznegyven éve működik. Egy kis, eldugott pincehelyiségben talált otthonra, ahol nincs légkondicionáló gép, ám ennek ellenére nyáron nagyon hűvös volt, míg télen nagyon meleg. A róla szóló legendának köszönhetően régen nagy hírnévnek örvendhetett, ám a rengeteg bosszantó szabály miatt egyre veszített népszerűségéből és már nem hittek a pletykáknak az emberek. Az időutazók, csupán egyszer utazhatnak és csak azzal találkozhatnak, akik már jártak a kávézóban, ami igencsak megnehezítheti a dolgukat. Mindezek mellett alig tölthetnek néhány percnél több időt az általuk választott időben, mivel még azelőtt meg kell inniuk a kávéjukat (és ezzel visszatérniük a jelenbe), mielőtt az kihűl, mert ha nem teszik meg annak súlyos következményei lesznek. A széken többnyire mindig egy fehér ruhás nő ül, aki egy könyvet olvas, melynek címe: Szerelmesek. Naponta egyetlen alkalommal áll fel, hogy kimenjen a mosdóba, csupán ekkor lehet elfoglalni a helyét. A nő egy szellem, aki elhunyt szerettével találkozott a múltban, ám megfeledkezett az időről és a kávéja kihűlt, mielőtt még azt elfogyaszthatta volna, így addig kell ott ülnie, amíg valaki más át nem veszi a helyét.

## Fülszöveg
A Funiculi Funicula Kávézó legendája
Azt beszélik, hogy aki ennek a japán kávézónak egy bizonyos székére ráül, azt kívánsága szerint a múltba vagy a jövőbe repítheti egy különleges kannából szertartásosan kitöltött kávé. Csakhogy az időutazónak néhány szigorú szabályt tiszteletben kell tartania:
- 1. Az időutazás során csak olyanokkal találkozhat, akik már jártak a kávézóban.
- 2. Bármit tesz is „odaát”, a jelent nem változtathatja meg.
- 3. A kérdéses széken általában ül valaki, de néha elhagyja a helyét. Csak ilyenkor lehet elfoglalni azt a széket.
- 4. Az időutazás közben nem állhat fel, vagy ülhet át máshova.
- 5. Az időutazás akkor kezdődik, amikor kitöltik a kávéját, és akkor végződik, amikor kiürül a csésze. De meg kell innia a kávét mielőtt kihűl.

Ez még közel sem az összes szabály. Az emberek mégis késztetést éreznek rá, hogy ellátogassanak a Funiculi Funiculába, és kikérjék a hétköznapinak cseppet sem mondható feketéjüket. Közülük most négy nő szívmelengető történetét ismerheti meg az olvasó. Ön betérne egy feketére, ha tudná, hol van ez a hely?

## Cselekmény
|  | Alább a cselekmény részletei következnek! |

### Mesék
- A szerelmesek – A nő, akit elhagyott a férfi, akihez hozzá szeretett volna menni
- A házaspár – A fokozatosan emlékezetét vesztő férfi és ápolónő felesége
- A nővérek – A nővér, aki elhagyta otthonát, és húga, aki szeret enni
- Anya és gyermeke – A várandós nő, aki a kávézóban dolgozik

#### 1. Mese
A szerelmesek a regény első meséje, melynek központi szereplői Fumiko és szerelme Goro. Két évvel a cselekmény ideje előtt találkoztak. Akkoriban Fumiko huszonhat, míg Goro huszonhárom éves volt. A nő, egyik ügyfele cégénél dolgozott kiküldetésben, amikor megismerkedett Goroval, akit egy másik vállalat küldött ugyanoda. Fumiko volt a projekt vezetője és neki kellett irányítania a kiküldött vendégalkalmazottakat, mint például Gorot is. Goro, noha fiatalabb volt Fumikonál, idősebbnek látszott, melynek okán a nő ehhez mérten beszélt vele. A férfi egy igen okos, csendben dolgozó mérnök volt, aki elnyerte a nő bizalmát. A projekt leadásának határideje közeledtével, alig egy héttel a határidő előtt, egy veszélyes programhibát fedeztek fel, ám ennek megtalálásához legalább két hónapra lett volna szükség. Goro napokra eltűnt, nem lehetett elérni, ezért mindenki arra gyanakodott, hogy ő volt a hibás, eltűnése pedig lehetővé tette hogy bűnbakot csináljanak belőle. Ám a negyedik napon megjelent, borotválatlanul, fáradtan és mosdatlanul, mondván hogy megtalálta a hibát és még időben ki tudják javítani. Fumiko elnézést kért, amiért meggyanúsította, mire a férfi egy kedves mosollyal csak annyit felelt “Rendben. Mi lenne, ha meghívnál egy kávéra?”. A projekt lejártával, mindenki hazament, ezért Goro és Fumiko is igen ritkán találkozott, ez viszont nem akadályozta meg a nőt abban, hogy különféle ürügyekkel elhívja őt kávézni. Telt-múlt az idő és a fiatalok egymásba szerettek, ám Goro egy állásajánlatot kapott a TIP-G-től és az álma mellett döntve Amerikába utazott. A férfi döntéséről egy hete értesült, amikor a Funiculi Funicula kávézóban találkoztak. Egy héttel később. Fumikonak sikerült elfoglalnia a fehér ruhás nő helyét és miután kitöltötték a kávéját visszakerült az általa kijelölt időbe, azaz egy héttel korábbra. Mikor kinyitotta a szemét látta, ahogy Goro sétál be a helységbe. A férfi nem ült le ugyanahhoz az asztalhoz, mint Fumiko, de még így is egymással szemben voltak. A nő azzal az elhatározással tért vissza a múltba, hogy kiteríti lapjait és elmondja őszinte érzéseit és gondolatait, ám mégsem tett így. Végül feladva a kísérletet elköszönt Gorotól és kiitta a maradék kávéját. Ám mielőtt még visszatérhetett volna a jelenben, meghallotta szerelme őszinte vallomását és kérését, hogy várjon rá három évet és megígéri hogy három évvel később vissza fog térni hozzá.

#### 2. Mese
A házaspár a regény második meséje, melynek központi szereplője Kohtake és férje, Fuszagi. Fuszagi már az első mesében is megjelenik. Állandóan az ajtóhoz közeli asztalnál ül egy újsággal. Miközben utazási cikkeket nézeget, ő is arra vár, hogy a fehér ruhás hölgy elhagyja a helyét és elfoglalva azt ő is visszamehessen a múltba. Kohtake is minden nap ellátogat a kávézóba, köszön a férfinak, de ő nem emlékszik a nőre. Kohtake ápolónő és Fuszagi felesége. Fuszagi fokozatosan veszíti el emlékezetét és már feleségére sem emlékszik, ugyanis a férfi Alzheimer-kóros. Egyik alkalommal Kadzu (aki pincérként dolgozott a kávézóban) megkérdezte Fuszagit, hogy mit tervez a múltban tenni. Ekkor a férfi elővett egy barna borítékot a cipzáras írómappájából. A boríték sarkai meg voltak gyűrve, látszott rajta, hogy régóta hordozza magával. Noha nem állt rajta címzett, egy levélnek tűnt. Valóban az volt és Fuszagi ezt a levelet a feleségének szánta, ám nem volt alkalma átadni neki. Ezért vissza akart térni ahhoz a naphoz, mikor át akarta adni neki a levelet. Ám ekkorra már nem emlékezett a felesége nevére és már nem is ismerte fel őt, ha meglátta, azt viszont tudta, hogy valamikor volt neki egy felesége. Kohtake megtudja, hogy férje egy levelet akart neki odaadni és ezért tervez visszatérni a múltba. Viszont Fuszagi helyett felesége teszi meg ezt a lépést és visszatérve ahhoz a bizonyos naphoz végül megkapja férjétől a neki szánt levelet. Visszatérve a jelenbe átadja a levelet Kadzunak megkérvén a fiatal lányt arra, hogy ő olvassa fel a levelet helyette. A levél hatására Kohtake arra kérte barátait, hogy másnaptól már ne szólítsák lánykori nevén (Kohtake), hanem a férjezetten. Ahogy romlott férje állapota, elkezdte a nőt lánykori nevén szólítani, ezért Kohtake is ezt a nevét használta, hogy elkerülje a tévedéseket. A levél új erőt adott a feleségnek és megkönnyebbítette életét. Ebben a részben többet is megtudunk Kohtake és Fuszagi múltjáról és boldog pillanataikról, a kávézóról is, illetve megjelenik Kumi, Hirai húga. A nő egy levelet hagy Hirai számára, majd távozik. Ez a történet elején kap helyet és előre vetíti a harmadik mesét.

#### 3. Mese
A nővérek a regény harmadik meséje, amely elsősorban Hirairól és húgáról, Kumiról szól. Hirai 13 évvel ezelőtt elment otthonról és Tokióba költözött, ahol egy saját bárt nyitott. Nem akarta folytatni a szülei vállalkozását, így helyét húga, Kumi vette át és ő lett a fogadó új tulajdonosa. A lány évente felkereste nővérét és igyekezett meggyőzni, hogy menjen haza vele, ám kérése mindig süket fülekre talált. Hirai nem akarta feladni a szabadságát és úgy gondolta, hogy húga azzal akarja elnyerni saját szabadságát, hogy haza édesgeti nővérét, aki majd átveszi tőle a fogadó működtetését. Utolsó alkalommal, amikor Kei felkeresi nővérét, a Funiculi Funicula kávézóba tér be és egy levelet hagy ott, megkérve Keit, hogy adja át nővérének. Kei a tulajdonos, Nagare, felesége volt és várandós. Hirai mindeközben a pult alatt volt elbújva, mivel nem akart húgával találkozni. Arra viszont nem számított, hogy soha többé nem láthatja újra testvérét. Miután távozott a kávézóból, Kumi elindult haza, útközben viszont autóbalesetet szenvedett és elhunyt. Miután Hirai értesült a szörnyűségről napokra eltűnt, hazament a temetésre, majd a temetést követően visszatért. Csak ezek után olvasta el a levelet, amit Kei, Hirai kérése ellenére, megtartott. A levélben a szokásos volt leírva, most mégis megkönnyezte. Ezt követően eldöntötte, hogy visszatér három nappal korábbra és beszélni fog a húgával. Az időutazás során tudta meg, hogy húga valójában nem a nő szabadságát akarta elvenni sajátja érdekében, hanem azt szerette volna, hogy a nővérével együtt vezessék a családi vállalkozást. Hogy húgának ez az álma. A beszélgetés mély nyomot hagyott a nő szívében és úgy döntött, bezárja tokiói bárját és hazatérve átveszi szüleitől a fogadót. A fejezet olvasása során betekintést nyerünk a két nővér kapcsolatába, jobban megismerjük történetüket. A történet elején egy iskolás lányt ismerhetünk meg, aki a jövőből érkezett vissza és várt valakire. Nagare és Kadzu is kíváncsi volt, kivel akarhat találkozni ez a fiatal iskolás lány. Mikor megérkezett Kei a nőgyógyásztól a lány arca felderült és megkérdezte, hogy csinálhatnak-e egy közös képet, majd azon nyomban kiitta a kávéját.

#### 4. Mese
Az Anya és gyermeke című történt a regény utolsó története. Központi szereplői Kei és lánya. A lánya nem más, mint az az iskolás lány, aki a harmadik fejezet elején megjelent és fényképet készített magáról és Keiről. Kei egy nagyon melegszívű és kedves nő volt, aki akkor sem akart lemondani kisbabájáról, mikor megtudta, hogy belehalhat a szülésbe és talán a gyermek sem élheti túl. Kei mindenáron találkozni akart gyermekével, így megkísérelte meglátogatni őt a jövőben. Nagare ellenezte, nem akarta ennek kitenni feleségét, arról nem is beszélve, hogy egyáltalán nem volt rá garancia, hogy gyermeke is a kávézóban lesz ugyanazon nap, ugyanazon időpontjában. Kadzu viszont ígéretet tett Keinek, hogy elintézi, hogy lánya ott legyen majd aznap a kávézóban és találkozhassanak az időutazás során. Így, mikor Kei a jövőbe utazott, lehetősége volt találkozni kislányával, akinek ekkora már megvolt a közös fényképe édesanyjával és nagyon is tudott arról, hogy a nő meg fogja őt látogatni. A jelenbe való visszatérést követő tavaszon, Kei életet adott egy egészséges kislánynak, akit Mikinek neveztek el. Ám születése után Kei meghalt, ezért az elkövetkezendő években az anya szerepét Fumiko töltötte be a kislány életében. A kávézó még sokáig fennmaradt és noha senkinek sem változtatta meg a jelenét az időutazás, maguk az emberek igenis megváltoztak tőle.
|  | Itt a vége a cselekmény részletezésének! |

## Magyarul
- Mielőtt a kávé kihűl; ford. Béresi Csilla; Kossuth, Budapest, 2018

## Film
A film 2018.szeptember 21-én jelent meg, Japánban Ajuko Cukahara (Ayuko Tsukahara) rendezésében. A négy történetet dolgozza fel 116 percben.
Szereposztás:
- Kaszumi Arimura (Kasumi Arimura)– Kazdu Tokita (Kazu Tokita)
- Kentaro Ito – Rjószuke Sintani (Ryosuke Shintani)
- Haru – Fumiko Kijokava (Fumiko Kiyokawa)
- Kentaro Hajasi (Kentaro Hayashi) – Goro Katada
- Motoki Fukami – Nagare Tokita
- Vakana Macumoto (Wakana Matsumoto) – Kumi Hirai
- Hiroko Jakusimaru (Hiroko Yakushimaru) – Kajo Takatake (Kayo Takatake)
- Jo Josida (Yo Yoshida) – Jaeko Hirai (Yaeko Hirai)
- Jutaka Macusige (Yutaka Matsushige) – Jaszunori Fuszaki (Yasunori Fusaki)
- Juriko Isida (Yuriko Ishida) – a fehér ruhás nő

Zene: Jokohama Kacuru (Yokoyama Katsuru)